# Siti Hasmah Mohamad Ali

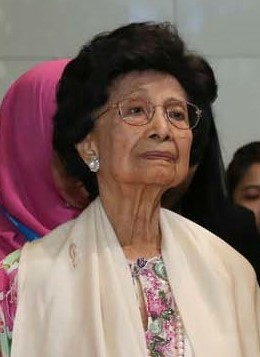
Hasmah

Hasmah binti Haji Mohamad Ali (Klang, 12 de julho de 1926) é a esposa de Mahathir bin Mohamad, o 4º e 7º Primeiro-Ministro da Malásia. Ela desempenhou o papel de cônjuge do Primeiro-Ministro da Malásia de julho de 1981 a outubro de 2003 e de maio de 2018 a março de 2020, por quase 24 anos. Ela é a pessoa mais idosa a ocupar esse cargo. Ela também foi a ex-chanceler da Universidade Multimedia da Malásia.
Em 31 de outubro de 2003, ela recebeu o mais alto título honorário de Tun, juntamente com seu marido, Mahathir, pelo Yang di-Pertuan Agong.
Em 21 de agosto de 2019, Hasmah foi homenageada como "Ibu Negara" (Mãe da Nação) pelo Instituto de Estratégia e Liderança Asiática (ASLI) durante o Jantar de Gala de Celebração do Dia Nacional da Mulher 2019, realizado em um hotel de destaque. O presidente da ASLI e presidente fundador da Fundação Jeffrey Cheah (JCF), Jeffrey Cheah, afirmou que o prêmio foi concedido em reconhecimento ao notável sacrifício de Hasmah ao apoiar resolutamente Mahathir bin Mohamad na jornada de construção da nação como primeiro-ministro.
Em 24 de novembro de 2019, Hasmah recebeu o Prêmio Construção da Nação para Mulheres do Instituto Internacional de Construção da Nação (NBII), sediado em Bangkok. O NBII afirmou que o prêmio é um reconhecimento às contribuições de Hasmah no controle do abuso de drogas, saúde das mulheres, planejamento familiar, desenvolvimento das mulheres rurais e alfabetização de adultos na Malásia.